# Microraphe fiorii
Microraphe fiorii är en fjärilsart som beskrevs av Emilio Berio 1937. Microraphe fiorii ingår i släktet Microraphe och familjen nattflyn. Inga underarter finns listade i Catalogue of Life.